# Конвой «Вевак-Голландія № 1»
Конвой «Вевак-Голландія № 1» — японський конвой часів Другої світової війни, проведення якого відбувалось у жовтні 1943-го.
Вихідним пунктом конвою став Палау — важливий транспортний хаб на заході Каролінських островів. Метою операції було постачання баз на північному узбережжі Нової Гвінеї в м. Голландії (нині Джаяпура) та Веваку (тут розташовувався головний японський гарнізон на острові), при цьому розвантаження відбувалось у Голландії, тоді як подальшу доставку до Веваку здійснювали малими вантажними суднами.
До складу конвою, який вийшов з порту 13 жовтня 1943-го, увійшли транспорти «Juichisei Maru» (також відомий як «Hoshi Maru No. 11») та «Кайо-Мару», тоді як охорону забезпечував мінний загороджувач «Ширатака».
16 жовтня «Ширатака» та «Кайо-Мару» прибули до Голландії, після чого загороджувач рушив назад та 19 жовтня вже був знову на Палау. Щодо «Кайо-Мару» відомо, що це судно загинуло 4 березня 1944-го під час прямування в конвої «Вевак Йото № 4», тоді як «Hoshi Maru No. 11» втрачено в 1945-му поблизу Японії.